# Freemansundet

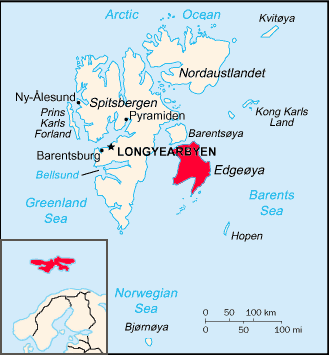
El archipiélago de Svalbard, donde está localizado el Freemansundet. En rojo la isla Edgeøya, uno de los límites del estrecho.

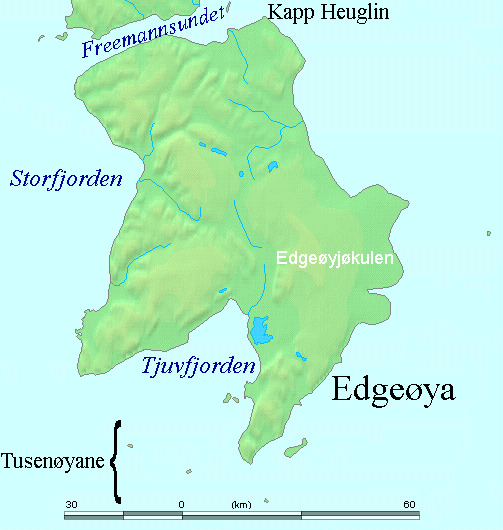
Localización del Freemansundet

El Freemansundet  es un estrecho marino localizado en el archipiélago noruego de las islas Svalbard, que separa la isla de Barents de Edgeøya. Sus aguas pertenecen al mar de Barents.
El Freemansundet tiene unos 50 km de longitud, y una anchura en su parte más estrecha de algo más de 3,5 km. Está limitado, en su ribera norte, por la costa meridional de isla de Barents, y en la ribera sur, por la costa septentrional de Edgeøya.
- Datos: Q2632616
- Multimedia: Freemansundet / Q2632616